# André Luiz Ladaga
André Luiz Ladaga, também conhecido apenas por Andrezinho (Rio de Janeiro, 19 de fevereiro de 1975) é um ex-futebolista brasileiro naturalizado azerbaijanês.
Andrezinho iniciou a sua carreira no Madureira passou pelo Fluminense e Vasco (clube contra o qual tem um processo judicial pendente onde cobra uma dívida de 50 mil reais)  e nesse início era conhecido por André Ladaga. 
Em 2004 atuou pelo Anapolina e no mesmo ano mudou-se para o Azerbaijão para defender o FK Baku. Após tornar-se azerbaijanês, Andrezinho foi convocado para a seleção do país.
Pela seleção do Azerbaijão Andrezinho marcou um gol numa partida contra a seleção do Cazaquistão.